# مرکز عملیات شبکه

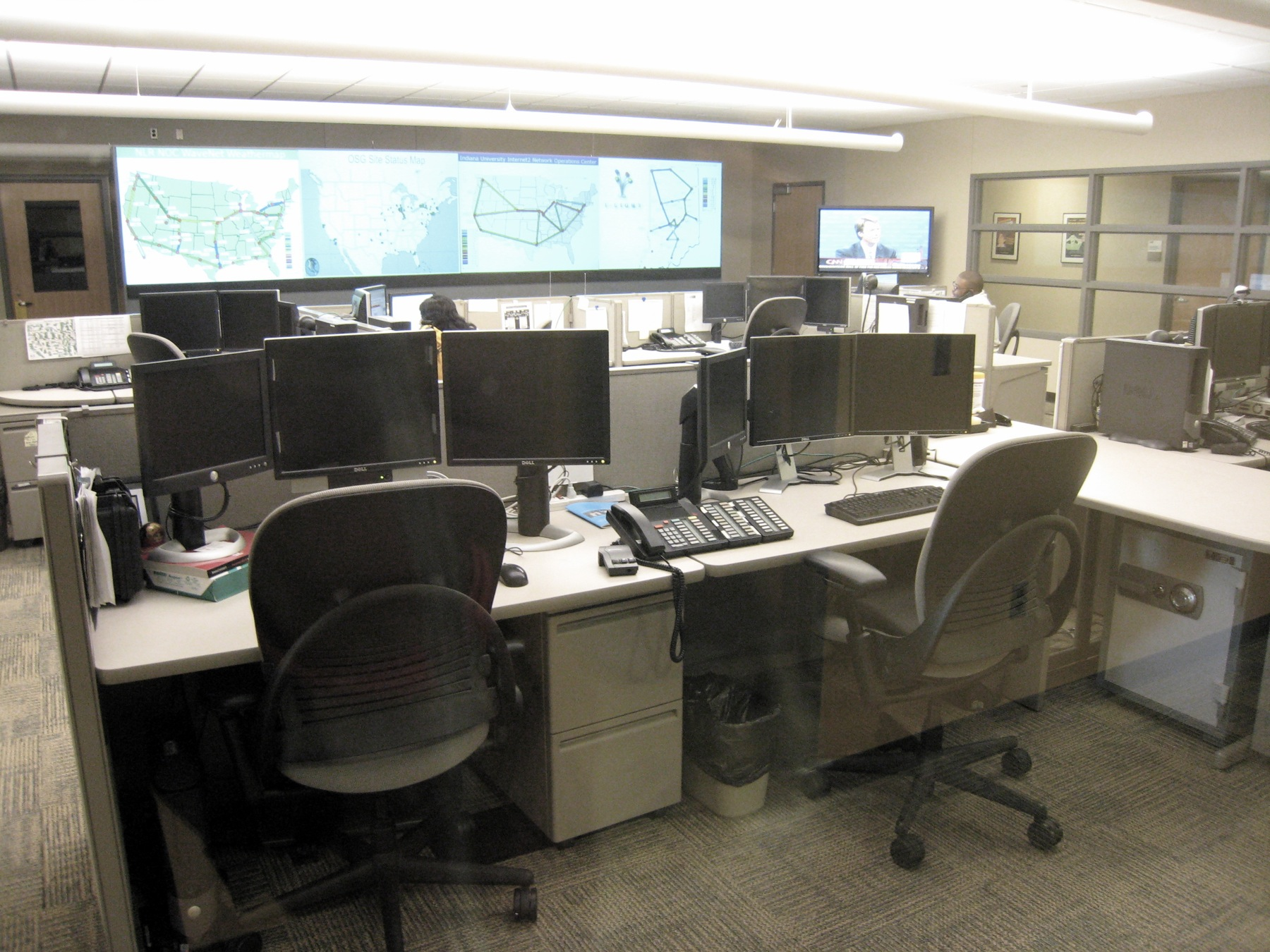
یک مرکز عملیات شبکه

مرکز عملیات شبکه (به انگلیسی: Network Operations Center) که در محاوره فنی به آن ناک گفته می‌شود، محلی است که مانیتورینگ و مدیریت شبکه‌های کامپیوتری در آن انجام می‌گردد.

## پیشینه
قدیمی‌ترین مدل ناک حدود سال ۱۹۶۰ میلادی پیاده‌سازی شد. در آن زمان محلی به نام مرکز کنترل شبکه (به انگلیسی: Network Control Center) در سال ۱۹۶۲ توسط شرکت ای تی اند تی در نیویورک بازگشایی شد که با استفاده از صفحه نمایش‌های ویژه، وضعیت سوئیچ‌ها و مسیرهای مخابراتی مهم این شرکت را نمایش می‌داد. این محل در سال ۱۹۷۷ با ناک امروزی که در شهر بدمینستر راه اندازی شده بود جایگزین گردید.

## هدف
ناک توسط سازمان‌های کسب‌وکار، عام‌المنفعه، دانشگاه‌ها و سازمان‌های دولتی برای مشاهده محیط‌های شبکه ای پیچیده که نیاز به حداکثر دسترسی دارند، مورد استفاده قرار می‌گیرد. پرسنل ناک مسئول مانیتورینگ یک یا چند شبکه در شرایط معینی هستند که ممکن است برای دوری از افت سرویس نیازمند توجه خاصی باشند. سازمان‌ها ممکن است بیشتر از یک ناک داشته باشند، هم به منظور مدیریت شبکه‌های مختلف و هم به منظور افزونگی در شرایطی که یکی از سایت‌ها خارج از دسترس باشد. علاوه بر نظارت بر شبکه‌های داخلی و خارجی از زیرساخت‌های مرتبط، ناک‌ها می‌توانند با نظارت بر شبکه‌های اجتماعی، رهبری جریان‌های مخرب را به دست بگیرند.

## وظایف
ناک‌ها مشکلات را تحلیل، شناسایی و عیب زدایی می‌کنند و با تکنسین‌ها و ناک‌های دیگر سایت‌ها ارتباط برقرار می‌کنند و مشکلات را با وضوح پیگیری می‌کنند، ناک‌ها به سرعت مشکلات را در صف انجام قرار می‌دهند. برای شرایط سخت تری که قابل پیش‌بینی نیست، مانند قطع شدن برق یا بریده شدن کابل فیبر نوری، روش کار ناک‌ها در این مواقع تماس فوری با تکنسین‌ها و برطرف کردن مشکل است.
وظایف اصلی پرسنل ناک شامل موارد زیر است:
- نظارت بر شبکه (Network Monitoring)
- واکنش به رویداد (Incident response)
- مدیریت ارتباطات (Communications management)
- گزارش مشکلات (Reporting problems)

ناک‌ها اغلب مسائل را در یک سلسله مراتبی تنظیم می‌کنند، بنابراین اگر مشکلی در یک زمان تعریف شده حل و فصل نشد، در سطح بعدی برای سرعت بخشیدن به برطرف کردن مشکل اطلاع‌رسانی می‌کند. ناک‌ها گاهی اوقات چندین لایه پرسنل دارند، که بر اساس تجربه‌ها و مهارت‌های تکنسین‌ها تعریف می‌شوند. تکنسین جدید تازه استخدام می‌تواند ردیف ۱ در نظر گرفته شود، در حالیکه تکنسینی با چندین سال سابقه در ردیف ۳ یا ردیف ۴ در نظر گرفته شود. به این ترتیب بعضی از مشکلات در داخل ناک برطرف می‌گردند قبل از اینکه تکنسین سایت یا مدیر شبکه درگیر آن شوند.
پرسنل ناک ممکن است وظایف دیگری را هم انجام دهند؛ شبکه ای با تجهیزات موجود در فضای باز (مانند ایستگاه‌های BTS شبکه موبایل) ممکن است نیاز به شماره تلفن اختصاص داده شده به این تجهیزات برای مواقع ضروری داشته باشد؛ اغلب به این تماس‌ها تنها توسط بخشی از کارکنان که بی‌وقفه در این کسب و کار حضور دارند و به عنوان ناک شناخته می‌شوند، پاسخ داده می‌شود.

## محیط‌های شبکه

### کامپیوتر
محیط کامپیوتر می‌تواند به اندازه یک تا ملیونها سرور باشد.

### مخابرات
در محیط‌های مخابراتی، ناک مسئول نظارت بر قطعی برق، آلارم خط ارتباطی (مانند خطاهای بیتی، خطاهای فریم، خطاهای کدینگ خط و پایین آمدن مدارها) و دیگر مشکلات عملکردی که ممکن است روی شبکه تأثیر بگذارند، است.

### ماهواره
محیط شبکه ای ماهواره مقدار زیادی صدا و تصویر علاوه بر اطلاعات هوشمند، نظارتی و اکتشافی را پردازش می‌کند. شرکت نمونه ای که این شکل از ناک را شامل می‌شود شرکت Aritel واقع در Herndon, Virginia است که ارائه دهنده پهنای باند ماهواره ای تجاری به وزارت دفاع ایالات متحده آمریکاست.

## طراحی
ناک‌ها غالباً از چند ردیف میز که روی آن‌ها به سمت دیوار ویدئویی (Video Wall) که به‌طور معمول جزییات آلارم‌های بسیار مهم، حوادث جاری و عملکرد شبکه به‌طور کلی را نمایش می‌دهند، تشکیل شده‌اند؛ گوشه این دیوار در بعضی مواقع برای نمایش اخبار یا وضعیت آب و هوا به منظور مطلع نگه داشتن تکنسین‌های ناک از اتفاقات در حال جاری ای که ممکن است روی شبکه یا سیستمی که مسئول آن هستند تأثیر بگذارد، استفاده می‌شود.

## جستارهای وابسته

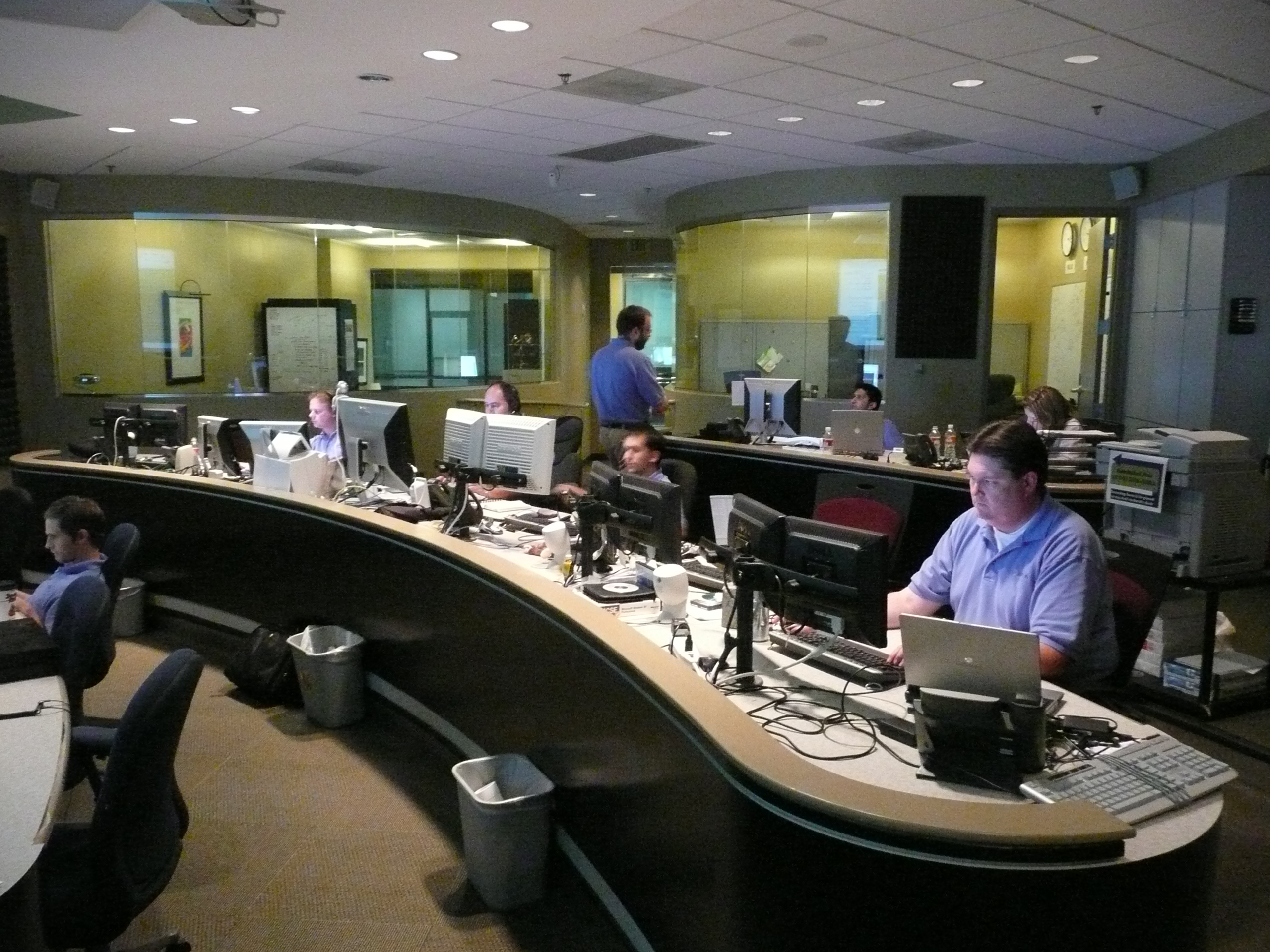
NOC-Architel